# Шапира, Анер
Анер Эльяким Шапира (ивр. ענר אליקים שפירא‎, 2001, Иерусалим — 7 октября 2023, Реим, Израиль) — израильтянин, в ходе резни на музыкальном фестивале в Реиме ценой своей жизни спас 8 человек от террористов ХАМАС.

## Биография
Анер Шапира очень любил музыку и сам сочинял песни и стихи. Он служил в противотанковой роте разведбатальона бригады «Нахаль» в Армии обороны Израиля.

### События 7 октября 2023 года
7 октября 2023 года Анер отправился на музыкальный фестиваль Нова в Реиме со своим другом Хершем Гольдберг-Полином. После нападения исламских террористов он с друзьями забежал в общественное убежище от ракет, не имевшее дверей. Вместе с ним в убежище оказалось два десятка человек. Анер первым делом попытался всем внушить надежду, представился и сказал, что скоро прибудут военные. Понимая, что в убежище, представлявшее собой небольшое замкнутое пространство, нападающие могут бросить гранаты, он предупредил находившихся рядом с ним, что в этом случае он попытается выбрасывать гранаты обратно, и встал поближе к выходу. Не имея оружия, но будучи в хорошей спортивной форме, он вполне мог бы спастись бегством, но принял решение остаться и попытаться защитить незнакомых ему людей.

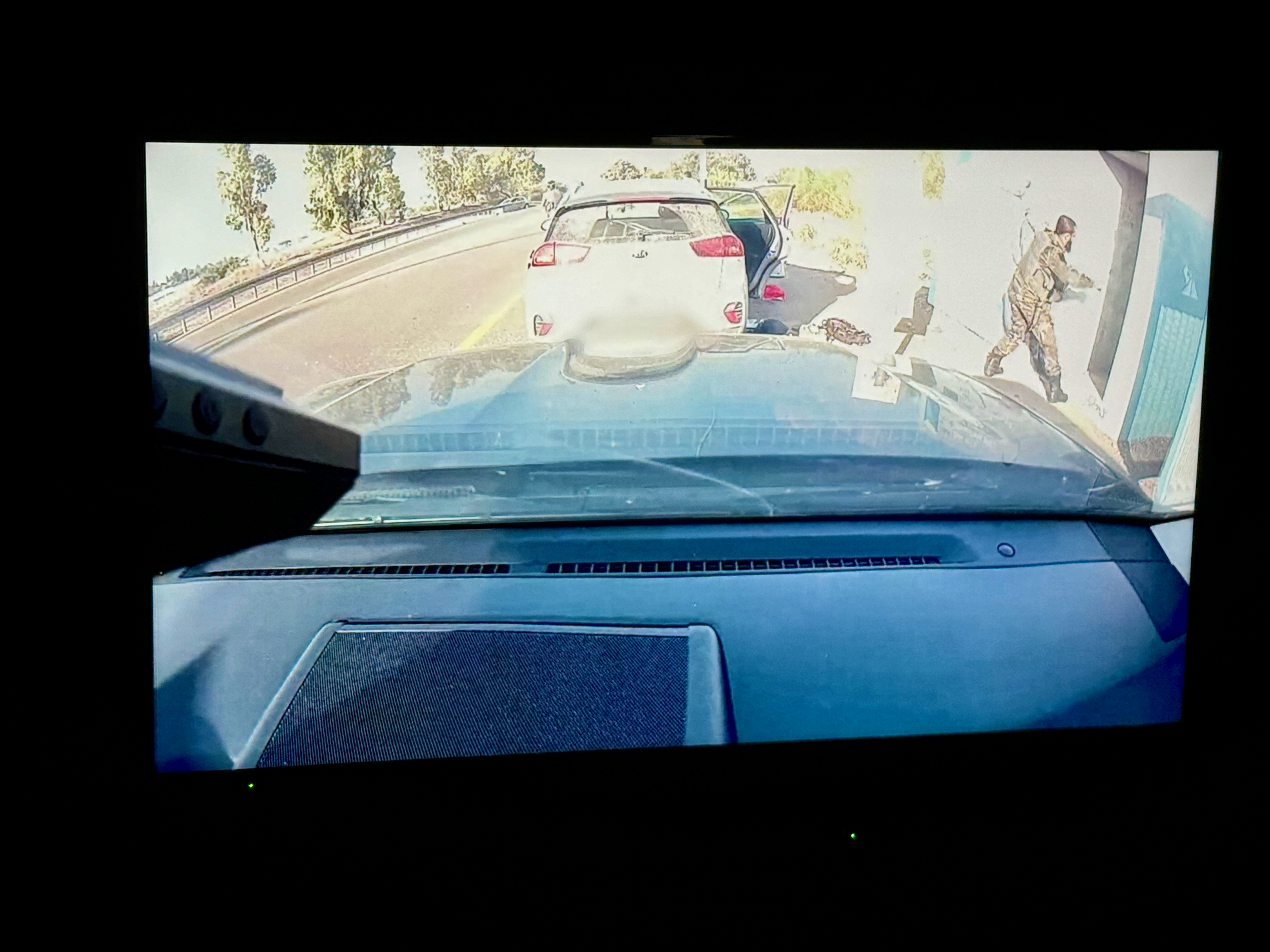
Террорист бросает гранату в убежище, где находится Анер Шапира

Когда исламисты стали бросать в убежище с мирными жителями гранаты, Анер Шапира смог семь раз подряд выбросить их наружу, однако восьмая всё же разорвалась у него в руке. Видеозапись этого события попала на видеорегистратор стоявшего у входа в убежище автомобиля и впоследствии была выложена в Интернет. В итоге 22-летний Анер Шапира погиб, но ценой своей жизни он помог избежать смерти другим посетителям фестиваля. Некоторые раненые не выжили, так как не смогли своевременно получить медицинскую помощь. Друг Анера Херш, потерявший при взрыве гранаты руку, сумел здоровой рукой завязать на себе сделанный из футболки жгут и выжил, но был захвачен в плен.
Родители Анера, Шира и Моше, не могли узнать о судьбе сына, так как официальная система передачи информации не справлялась с количеством жертв. Однако вскоре многие выжившие стали звонить родителям, чтобы рассказать о героизме их сына. Одна из выживших после нападения Агам отметила: 

Анер Шапира… спас нам жизни, и он заслуживает почётной медали за то, что был ангелом, который охранял нас.

Фрагмент граффити «Граффитиюль» с портретами четырёх гражданских героев

Анер Шапира был похоронен в пятницу 13 октября 2023 года, на Военном кладбище на горе Герцля.
После смерти Анера Шапиры родители выпустили песню «Джеруз» (ивр. ג'רוז‎), которую он написал и сочинил.

## Память
וְכָךְ הָיָה מַחֲיֶה. וְכָךְ הָיָה מוֹנֶה

אַחַת… שָׁלוֹשׁ… חָמֵשׁ… וְעַד שְׁמוֹנֶה

וּבַשְּׁמִינִי כָּבָה הַנֵּר

כָּבָה עָנֵר
На Хануку поэт Цур Эрлих написал и опубликовал стихотворение «Ханер», в котором восемь гранат террористов связываются с восемью свечами, днями Хануки и порядком работы в Йом Кипур, используя частичные омофоны имени Анера, которое созвучно слову свеча на иврите.

## Семья
- Дедушка — Ханина Бен-Менахем[англ.], профессор еврейского права в Еврейском университете[9];
- Бабушка — Емима Бен-Менахем[англ.], профессор[9].
- Прадед — Хаим Моше Шапира, подписавший Декларацию независимости Израиля. В 1957 году он был ранен гранатой, брошенной в здание Кнессета. Раввины посоветовали добавить к его имени слово «Хаим», чтобы он выжил, и в итоге он благополучно дожил до 1970 года[1].
- Другой прадед — Йосеф Гольдшмит[англ.] — израильский политик, член Кнессета и замминистра.